# Acquis communautaire
Acquis communautaire (acquis) (МФА: [aˌki kɔmynoˈtɛːʁ], укр. акі комюнотер), що означає «надбання спільноти»(фр.) — правова система Європейського Союзу, яка включає акти законодавства Європейського Союзу (але не обмежується ними), прийняті в рамках Європейських Спільнот (ЄС), Спільної зовнішньої політики та політики безпеки та Співпраці у сфері юстиції та внутрішніх справ.
Така система створювалась та розвивалась протягом майже 50 років та містить понад 14 тисяч різних видів правових актів і майже 9 тисяч рішень Суду. Це сукупність спільних прав і зобов'язань, обов'язкових до виконання в усіх країнах — членах ЄС. Доробок постійно змінюється і узагальнюється. Він охоплює:
- зміст, принципи та політичні цілі угод;
- закони, ухвалені на виконання угод, та рішення Суду ЄС;
- декларації та резолюції Союзу;
- заходи в галузі спільної зовнішньої та безпекової політики;
- заходи у сфері правосуддя та внутрішніх справ;
- міжнародні угоди, укладені Спільнотою, а також державами-членами між собою у сфері діяльності Союзу.

Отже, доробок Спільноти розуміє не лише закони Спільноти у вузькому розумінні, але й усі акти, прийняті в рамках другого і третього «стовпів» Європейського Союзу, і визначені в договорах спільні цілі.
Перш ніж вступити до Європейського Союзу, держави-заявниці повинні прийняти доробок Спільноти. Винятки можливі лише за особливих обставин, і їхня сфера обмежена. Союз сповнений рішучості зберігати доробок Спільноти у його цілісності та розвивати його далі.
Право ЄС звернене передусім до держав — членів ЄС. Вони повинні неухильно дотримуватися правових настанов директив, регламентів, рішень та інших актів ЄС, оскільки в момент вступу до цього об'єднання добровільно віддали йому частину свого суверенітету.
Одночасно чимало держав Європи, які на сьогодні не є членами ЄС, висловили своє бажання в майбутньому вступити до цього Союзу. А однією з основних умов прийняття до ЄС нових членів є адаптація їх внутрішнього законодавства до права ЄС. При цьому під адаптацією розуміють систему односторонніх заходів, що вживаються державами, які мають намір вступити до ЄС, з метою приведення своїх законодавчих систем у відповідність з обов'язковим мінімумом законодавства ЄС. Такий обов'язковий мінімум отримав назву acquis communautaire, що у перекладі з французької означає доробок (надбання) співдружності. Його було відпрацьовано в середині 90-х років для 10 держав Центральної та Східної Європи, а також Кіпру, з якими ЄС на той час встановив відносини асоційованого членства.
З країнами, які мають європейські угоди, відбувається так звана процедура скринінгу законодавства, коли весь обсяг законодавства країн-кандидатів, який належить до компетенції ЄС, послідовно перевіряється на відповідність законодавству ЄС, на що виділяється відповідна експертна та фінансова підтримка. Таким чином за п'ять — сім років законодавство країни-кандидата повністю приводиться у відповідність до законодавства ЄС, що зробило можливим їх інтеграцію у внутрішній ринок, та насамкінець вступ до ЄС.

## Термінологія
Термін acquis також використовувався для правової системи, прийнятої відповідно до Шенгенської угоди до її інтеграції в правопорядок Європейської Унії Амстердамським договором, у цьому випадку йдеться про Schengen acquis.
Термін acquis був запозичений Апеляційним органом Світової організації торгівлі у справі Японія – податки на алкогольні напої для позначення сукупності Генеральної угоди з тарифів і торгівлі (ГАТТ) і законодавства СОТ («acquis gattien»), хоча це використання так і не закріпилося.

Термін acquis використовували для опису досягнень Ради Європи (міжнародної організації, не пов’язаної з Європейським Союзом):
«Acquis» Ради Європи у сфері встановлення стандартів у сферах демократії, верховенства права та основних прав і свобод людини слід розглядати як віхи на шляху до європейського політичного проєкту, а Європейський суд з прав людини слід визнати головним судовим стовпом будь-якої майбутньої архітектури.
Термін acquis також було застосовано до сукупності «принципів, норм і зобов’язань» Організації з безпеки та співробітництва в Європі (ОБСЄ):
Іншим питанням, яке обговорювалося, було те, як держави-партнерки та інші могли б імплементувати acquis ОБСЄ, іншими словами, її принципи, норми та зобов’язання на добровільній основі.
Організація економічного співробітництва та розвитку (ОЕСР) представила концепцію acquis ОЕСР у своїй «Стратегії розширення та охоплення» в травні 2004 року.

## Структура
Acquis communautaire складається з 6 кластерів та 35 розділів: 
- Кластер 1: Засадничі розділи розширення
  - Розділ 23: Судочинство та основні права
  - Розділ 24: Юстиція, свобода та безпека
  - Розділ 5: Публічні закупівлі
  - Розділ 18: Статистика
  - Розділ 32: Фінансовий контроль
- Кластер 2: Внутрішній ринок
  - Розділ 1: Вільна торгівля товарами
  - Розділ 2: Вільний рух робочої сили
  - Розділ 3: Надання послуг та відкриття бізнесу
  - Розділ 4: Вільний рух капіталу
  - Розділ 6: Корпоративне право
  - Розділ 7: Інтелектуальна власність
  - Розділ 8: Політика щодо конкуренції
  - Розділ 9: Фінансові послуги
  - Розділ 28: Захист споживачів та здоров'я
- Кластер 3: Конкуренція та інтенсивне зростання
  - Розділ 10: Цифрова трансформація та медіа
  - Розділ 16: Оподаткування
  - Розділ 17: Економічна та монетарна політика
  - Розділ 19: Соціальна політика та зайнятість
  - Розділ 20: Підприємництво та виробництво
  - Розділ 25: Наука та дослідження
  - Розділ 26: Освіта та культура
  - Розділ 29: Митний союз
- Кластер 4: Зелений порядок денний і стале сполучення
  - Розділ 14: Транспортна політика
  - Розділ 15: Енергетика
  - Розділ 21: Транс'європейські мережі
  - Розділ 27: Довкілля та зміни клімату
- Кластер 5: Ресурси, сільське господарство та згуртованість
  - Розділ 11: Аграрна галузь і сільський розвиток
  - Розділ 12: Харчова безпека, ветеринарія, фітосанітарія
  - Розділ 13: Рибальство
  - Розділ 22: Регіональна політика, структурні інструменти
  - Розділ 33: Фінансові та бюджетні положення
- Кластер 6: Міжнародні відносини
  - Розділ 30: Зовнішні відносини
  - Розділ 31: Міжнародна та безпекова політика
- Інші розділи
  - Розділ 34: Інституції
  - Розділ 35: Інші питання